# OneTwo (album)
OneTwo er det selvbetitlede debutalbum fra den danske popgruppe OneTwo. Det blev udgivet i 1986.
Albummet indeholder to af gruppens store hits; "Midt I En Drøm" og "Billy Boy". Albummet solgte 130.000 eksemplarer, hvilket gjorde det til det bedst sælgende debutalbum i 1980'erne.

## Spor
| #  | Titel            | Tekst              | Musik                  | Producer                 | Længde |
| -- | ---------------- | ------------------ | ---------------------- | ------------------------ | ------ |
| 1. | "Billy Boy"      | Per Nielsen Jr.    | Søren Bentzen          | Bentzen, Nikolaj Foss    | 4:40   |
| 2. | "Midt i en drøm" | Hans-Henrik Koltze | Bentzen, Cæcilie Norby | Bentzen, Foss            | 4:25   |
| 3. | "Hvornår"        | Nielsen Jr.        | Bentzen                | Bentzen, Foss            | 3:55   |
| 4. | "Sket så tit"    | Norby              | Bentzen                | Bentzen, Frank Stangerup | 4:30   |
| 5. | "Si'r favel"     | Jon Bruland        | Bentzen                | Bentzen, Foss            | 4:53   |
| 6. | "Smukke Anna"    | Norby              | Bentzen                | Bentzen, Foss            | 4:55   |
| 7. | "Humanity"       | Bentzen            | Bentzen                | Bentzen, Foss            | 3:45   |
| 8. | "Glemt"          | Norby, Bentzen     | Bentzen                | Bentzen, Foss            | 5:30   |